# 小串和夫
小串 和夫（おぐし かずお、1943年〈昭和18年〉9月26日 - ）は、日本の神職。熱田神宮名誉宮司、学校法人皇學館理事長。
乃木神社権禰宜・禰宜・宮司、多度神社禰宜・宮司、熱田神宮権宮司・宮司を歴任し、熱田神宮学院学院長、神社本庁副総長などを務めた。
また学校法人國學院大學協議員、日本文化興隆財団理事、伊勢神宮崇敬会常任評議員、世界宗教者平和会議日本委員会顧問、日本宗教連盟参議、日本会議代表委員、式内社顕彰会理事、儀礼文化会理事、日本民族工芸技術保存協会、美しい日本の憲法をつくる国民の会代表委員、愛知県日の丸協会名誉顧問、名古屋市博物館協議員（以上『戦後神道界の羣像』, p. 549）、伊勢麻振興協会代表理事（理事長）などを務める。

## 経歴

### 社家の出身として
昭和18年（1943年）9月26日、三重県桑名郡多度町（現桑名市）に、多度神社の社家であった小串家の小串重明の長男として生まれる。父重明が宮司であったため「いずれは私が継がなければ」と思っていた。結果として神職の道に進んだが若いころは抵抗があったことを回顧している。
昭和37年（1962年）に再興された皇學館大学の第一期生として入学し、昭和41年（1966年）3月に同大国史学科を卒業した。

### 乃木神社奉職時代

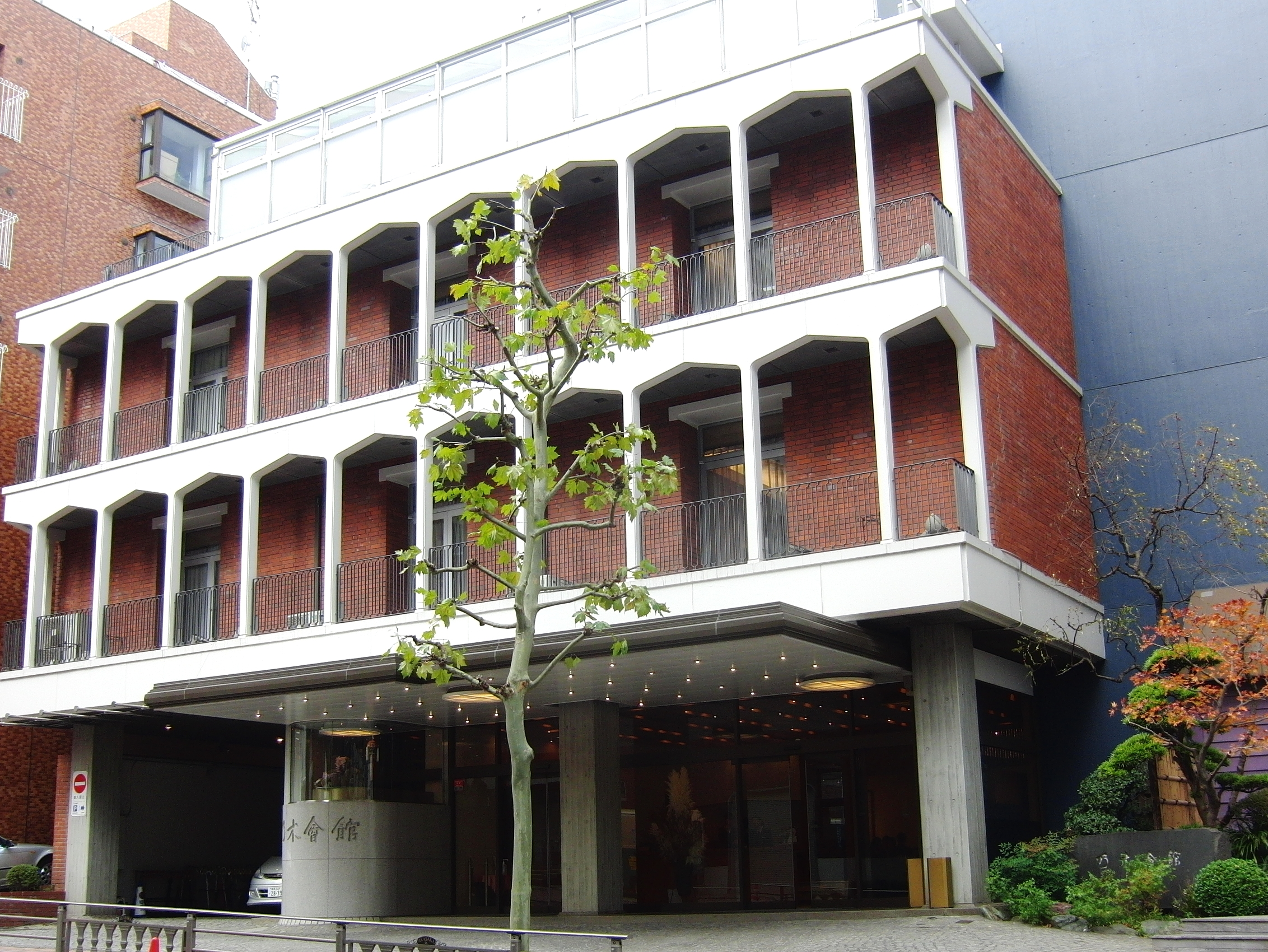
乃木會館

皇學館在学中、國學院大學より転任してきた鎌田純一に師事し、その推薦により卒業後、乃木神社に奉職し、当時の高山貴宮司より薫陶を受けた。いずれは多度神社に戻るつもりで修行をしていた。昭和42年（1967年）に乃木神社権禰宜、昭和45年（1970年）に乃木神社禰宜。昭和54年（1979年）1月、乃木神社宮司に就任した。
在職中には、昭和43年（1968年）に乃木會館竣工、昭和48年（1973年）に御鎮座五十年大祭斎行、昭和57年（1982年）に鎮座60年を記念した奉祝大祭斎行、記念事業としての儀式殿・参集殿新設などがあり、いずれにも奉仕している。
またこの間、昭和55年（1980年）に東京都神社庁協議員、昭和58年（1983年）に皇學館大学評議員、昭和59年（1984年）に神宮評議員に就任している。

### 多度神社宮司時代

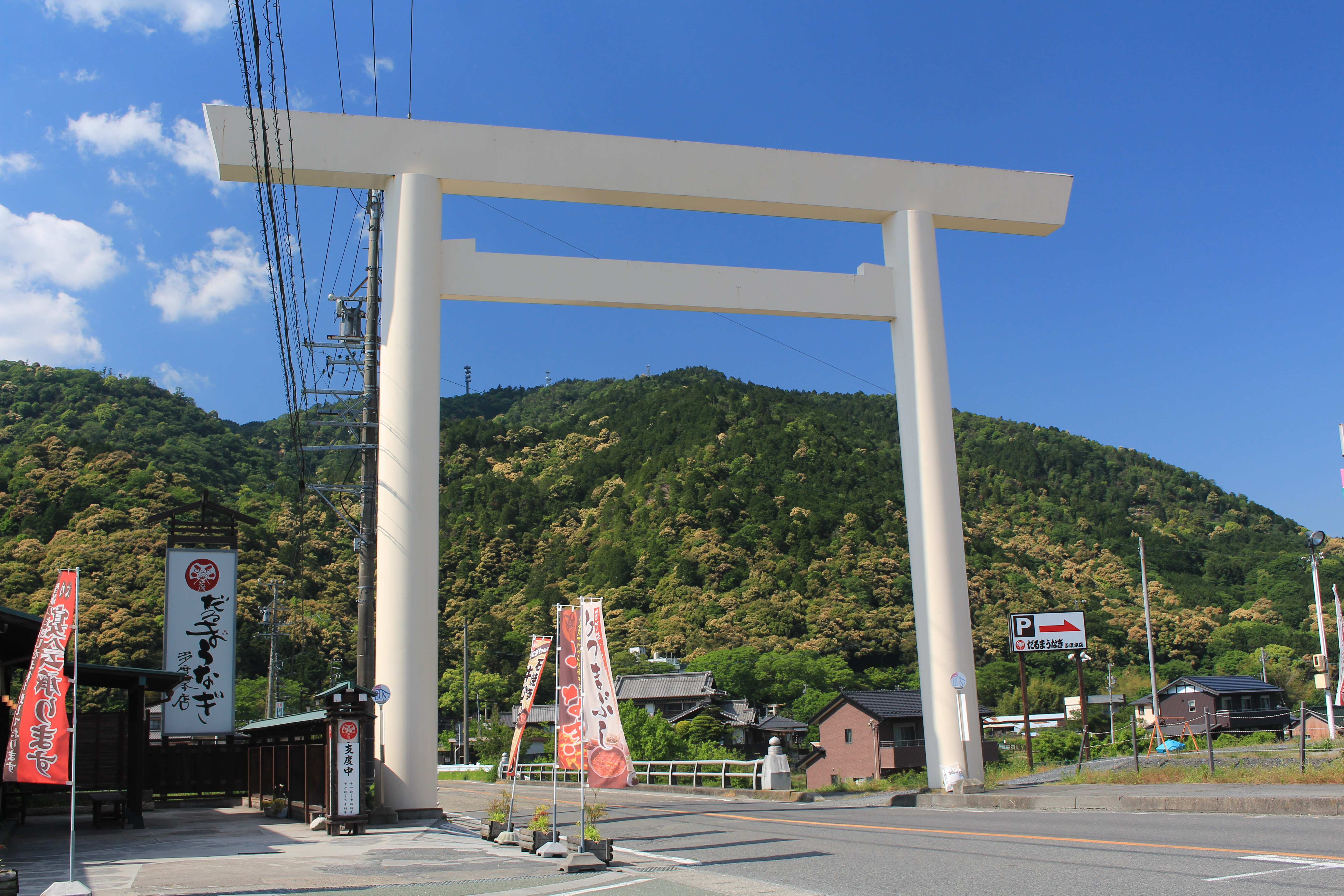
大鳥居

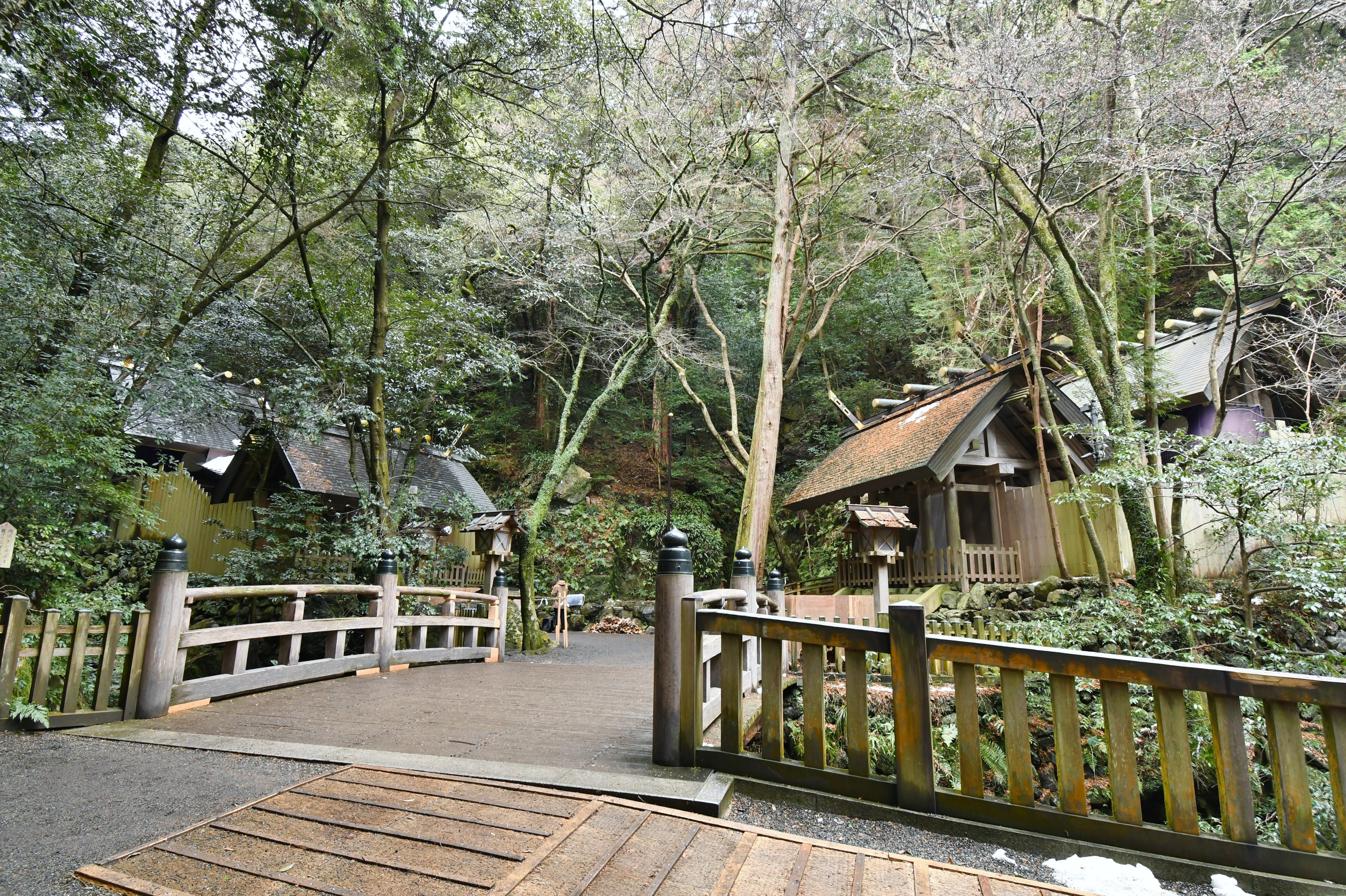
神橋

昭和53年（1978年）から乃木神社禰宜に先祖累代が奉仕してきた多度神社の禰宜を兼任していたが、父重明の宮司退任に伴い、昭和60年（1985年）8月、多度神社宮司に就任。
在職中、昭和から平成への代替わりがあり、御大典記念事業として平成3年（1991年）に参集殿・新神楽殿の新築をしているほか、大鳥居建設や神橋架け替えなどを行う。平成3年（1991年）9月22日には奉祝祭を斎行した。また上げ馬神事への強い思い入れから啓発活動を推し進め、安全面の充実をはかっているほか、のちに転任してからも毎年奉拝を続けているという。
またこの間、三重県神社庁理事、研修所講師を務めた。

### 熱田神宮への転任
皇學館大学の先輩にあたり熱田神宮宮司を務めていた岡本健治より「熱田神宮を手伝って欲しい」と呼ばれ、平成6年（1994年）5月、熱田神宮権宮司に転じる。平成10年（1998年）12月、岡本宮司の退任に伴い宮司に就任した。
平成14年（2002年）11月に開催された日本会議設立5周年大会に、熱田宮司として「悠久の歴史をもつ自覚と誇りを」と題した詞を寄せた。平成17年（2005年）に天皇・皇后が愛知万博会場視察のため愛知県に行幸啓された際、熱田神宮に参拝すると臨時大祭を斎行した。
この間、神社界に於いては、愛知県神社庁協議員、神道政治連盟愛知県本部副会長、神社本庁評議員、神道文化会理事を経て、平成10年（1998年）12月と平成12年（2000年）12月に愛知県神社庁庁長、平成13年（2001年）に神社本庁常務理事、平成16年（2004年）7月に神社新報社代表取締役社長、平成19年（2007年）神社本庁副総長に就任、平成22年（2010年）6月に神社本庁副総長に再任している。ほかに神社本庁人事委員会委員、全国神社厚生年金基金理事などを務めた。
また教育面では平成15年（2003年）4月に学校法人皇學館副理事長に就任。社会活動面では、平成15年度（2003年7月 - 2004年6月）の名古屋瑞穂ロータリークラブ会長を務めたほか、平成16年（2004年）より新潟県村上市のむらかみ町屋再生プロジェクトの応援メンバーに名を連ねた。行政面では、平成23年（2011年）10月1日に第30期宗教法人審議会委員に任じられ、引き続き第31期宗教法人審議会委員を平成25年（2013年）9月30日まで、その任期2年1期分を務めた。
平成30年（2018年）9月26日、宮司職を退き、熱田神宮の累代社家である千秋家の千秋季頼に譲った。退任後、熱田神宮名誉宮司となった。

### 宮司退任後

#### 皇學館理事長就任
令和元年（2019年）9月17日、令和元年度神社関係者懇談会及び協議員会が志摩観光ホテルザ クラシックにて合同開催され、これに出席した和夫は、平成から令和への代替わりすなわち今上天皇の即位を奉祝して挨拶の詞を述べた。10月17日、皇學館大学記念講堂にて「御大礼奉祝式」が行われ、学校法人皇學館副理事長として登壇して「奉祝の詞」を述べ、日の丸を仰いで「天皇陛下万歳」と発声した。
令和2年（2020年）3月26日、副理事長であった和夫が理事長に選任された。任期は2年半、令和4年（2022年）8月26日までであった。のちに再任され、令和5年（2023年）4月4日には、4年ぶりに百周年記念講堂に新入生が一堂に会した皇學館大学入学式が開催され、これに理事長として出席し、「それぞれが目指すところの学問に専念し、心を練り身体も鍛えてほしい。常に謙虚な姿勢で、日々着実・積極的に歩みを進め、悔いのない青春を送ってもらいたい。」という旨の挨拶の言葉を述べた。

#### 事務総長選任問題
令和4年（2022年）8月22日、神社本庁事務総長の選任問題について、吉田源彦北海道神宮名誉宮司・中野幸彦多賀大社名誉宮司・吉田茂穂鶴岡八幡宮宮司・千家尊祐出雲大社宮司・松山文彦東京大神宮宮司・佐野和史瀬戸神社宮司・丹治正博福島稲荷神社宮司・牧野武彦大懸神社宮司・藤山知之進新庄八幡宮宮司の9名と共に、呼びかけ世話人として、鷹司尚武統理を支持する組織「花菖蒲ノ會」を設立した。

## 人物
- 趣味は読書である[1]。俳句も嗜むという[9]。
- 座右の銘は「生涯初心」、宮司の立場では「慎みて怠ることなかれ」と答える[9]。
- タバコは吸わない[* 3]。
- 熱田神宮宮司時代は、健康法として午前6時頃に出発して山崎川、石川橋を経て戻るような約1万歩を目指すウォーキングを行なっていた[9]。
- 運転免許証も車も持っているが、「万一の事故を考えて（車を運転して）乗るな」と言われており、私用ではタクシーを利用している[* 3]。
- タクシーにまつわるエピソードとして、タクシーに乗ると自分を宮司と知らず熱田神宮の歴史について語ってくる運転手がおり、違うことがあると「こうじゃない？」と返すのだという[* 3]。また、伊勢で夜遅くまで会合があり、タクシーに乗って「桑名まで」と言ってウトウトしていると景色が異なっていたことに気付いたため「どこ行くの？」と尋ねると「熊野でしょ」と返され大慌てしたことがある[* 3]。